# LibreOffice
LibreOffice（リブレオフィス）は、The Document Foundationが支援する同名プロジェクトが開発しているFOSSのオフィスソフトである。商用ソフトであったStarOffice（日本向けはStarSuite）を起源としており、2011年に開発終了したOpenOffice.orgの後継ソフトの一つ。OpenOffice.orgの派生版として2010年に開発が開始された。
LibreOfficeは、Writer（ワープロ）、Calc（表計算）、Impress（プレゼンテーション）、Draw（ベクタードローグラフィック）、Base（データベース）、Math（数式作成）から構成され、117の言語で利用できる。
LibreOfficeが使用する標準ファイル形式は、オープンドキュメント形式（ODF）である。ODFは、構造化情報標準促進協会（OASIS）が文書規格を策定し、国際標準化機構（ISO）、国際電気標準会議（IEC）、日本産業規格（JIS X 4401:2014）が認定する国際標準規格である。Microsoft Officeのファイル形式はネイティブファイルとしてはサポートせず、これらと互換性は無いがインポート、エクスポートフィルターを介した変換を伴う読み込みと書き込みができるファイルとしてサポートをする。
LibreOfficeは、Microsoft Windows、macOS、LinuxやモバイルのAndroid、iOSといった多様なプラットフォームの利用に加え、オンライン上で利用できるLibreOffice Onlineも用意されている。主要なLinuxディストリビューションでは標準のオフィススイートとしてインストールされる。また、LibreOfficeは最も活発に開発されているFOSSのオフィススイートであり、直系の後継であるApache OpenOffice開発と比較すると活動の活発さは約50倍にも匹敵する。
LibreOfficeプロジェクトを発表後、2010年9月28日にベータ版をリリース。最初の安定版リリースの2011年1月から2011年10月までにLibreOfficeは約750万回ダウンロードされた。プロジェクトは、2011年5月から2015年5月までにLinuxディストリビューションのダウンロードを除いて1億2000万のダウンロードがあり、そのうち5500万は2014年5月から2015年5月の間にダウンロードされたと報告している。

## 構成
LibreOfficeは、以下のコンポーネントから構成される。各コンポーネントの詳細については、それぞれのページを参照。
| 名称 | 名称    | 概要                     |
| ---- | ------- | ------------------------ |
|      | Writer  | ワープロソフト           |
|      | Calc    | 表計算ソフト             |
|      | Impress | プレゼンテーションソフト |
|      | Draw    | ドローソフト             |
|      | Base    | データベース管理システム |
|      | Math    | 数式エディタ             |

LibreOfficeスクリーンショット(タブUI。DebianのKDE Plasma 5上で撮影)
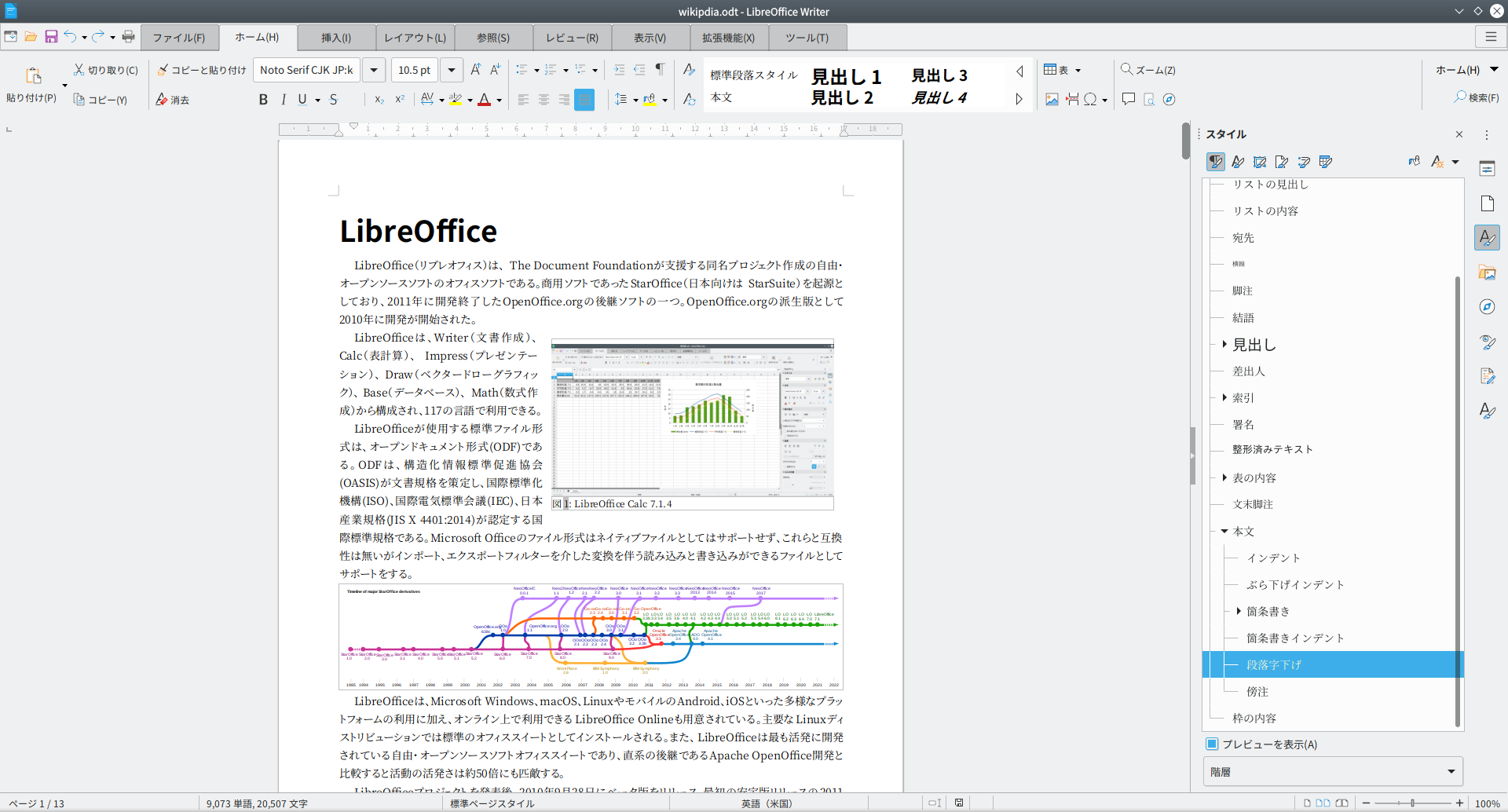
Writer(ワープロ)
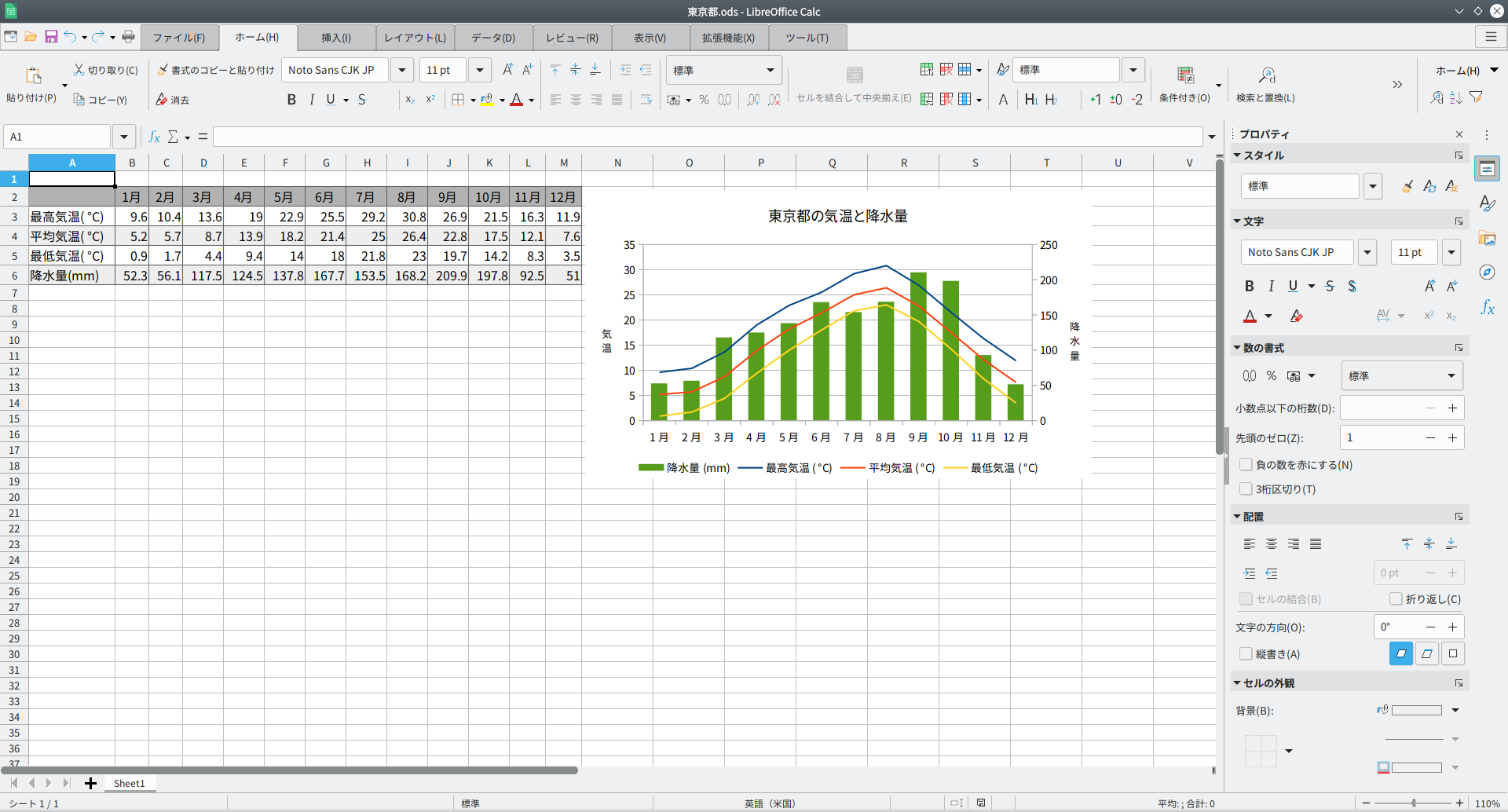
Calc(表計算)
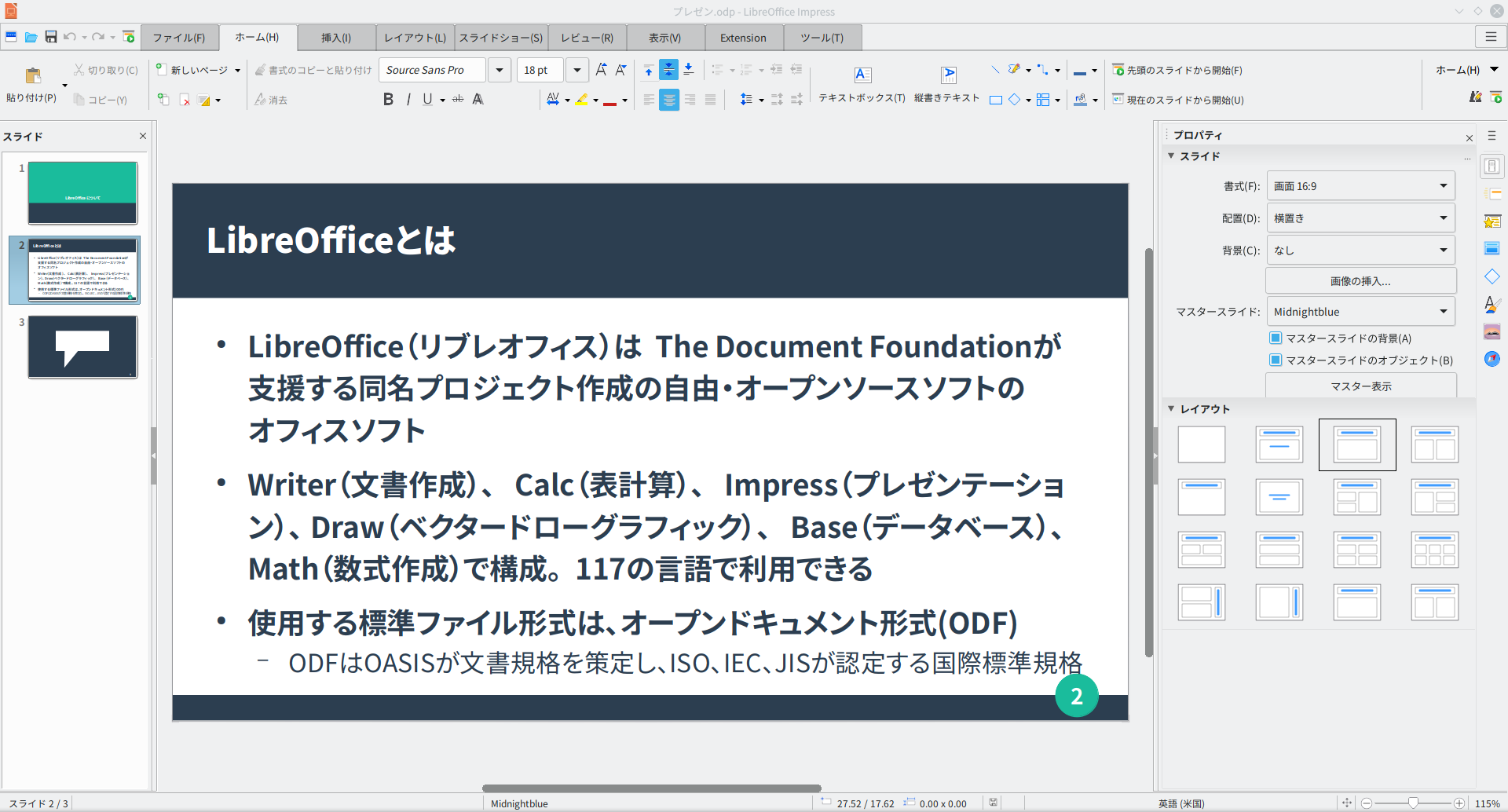
Impress(プレゼンテーション)
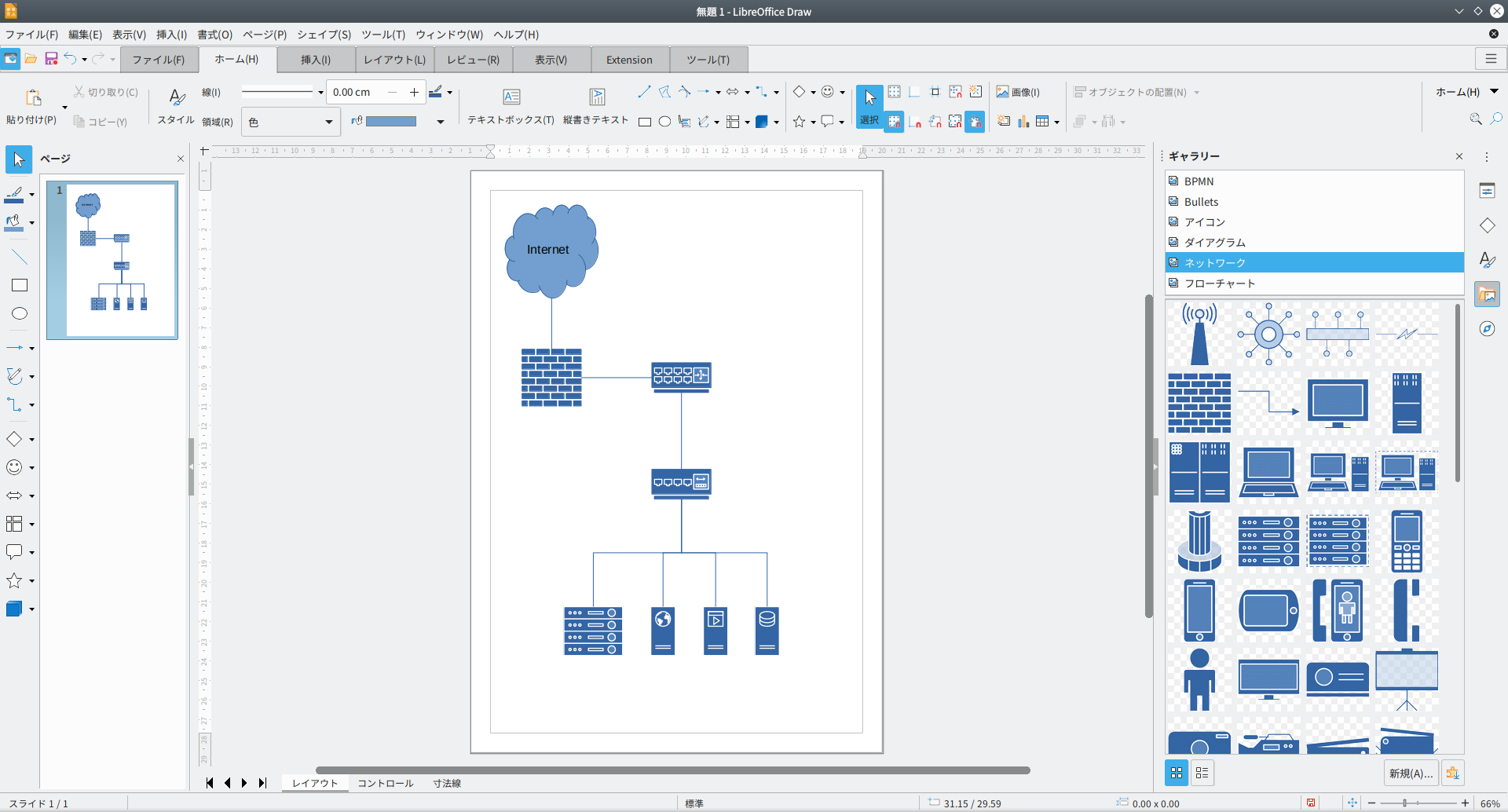
Draw(ベクタードロー)

## 歴史
2010年1月27日、当時のOpenOffice.org開発元・権利者であったサン・マイクロシステムズが、オラクルに買収された。そもそもOpenOffice.orgがサン・マイクロシステムズのもとにあった頃から、コミュニティメンバーは企業の意向に左右される開発方針に不満を持っており、一部の開発者はOpenOffice.orgからフォークしたGo-oo（旧Go-Open Office）やNeoOfficeをリリースしていた。オラクルによる買収を機にコミュニティの不満が爆発し、OpenOffice.orgプロジェクトの主要メンバーらによりThe Document Foundationが設立され、OpenOffice.orgの次期バージョン3.3を独自に開発することを構想した。The Document Foundationはオラクルに対してThe Document Foundationへの参加と、プロジェクトにOpenOffice.orgブランドを寄贈するように要請。暫定的にLibreOfficeの名で開発が行われることになった。しかし、オラクルからのブランドの寄贈は実現しなかったため、正式にLibreOfficeとして開発が行われることになった。
その結果、LibreOfficeはOpenOffice.orgのバージョン番号を引き継いでいる。
Ubuntu、OpenSUSE、Red Hat Enterprise Linuxなどを含む複数のLinuxディストリビューターは、次のバージョン以後はLibreOfficeを使用することを発表し、LibreOfficeがプリインストールされたバージョンがリリースされている。LibreOfficeにはGo-OOなどの派生版の開発成果が取り入れられた。
2011年1月25日、最初の安定版であるLibreOffice バージョン 3.3がリリースされた。その後は年2回の定期的なリリースを続け、多くの新機能が加わった。LibreOfficeに関わる開発者の数は継続的に増加しており、ソースコードの改善も進んでいる。
2022年5月5日、SourceForge上でのソースコードとインストーラーの提供を開始した。

## オフィスソフトウェア間の相互運用性
LibreOfficeでは標準ファイル形式としてODFを使用するが、Microsoft Office 97-2003形式やMicrosoft Office 2007以降で利用されるOOXMLのインポートとエクスポートができる。バージョンアップのたびに相互運用性は高められているが、Microsoft Office 97-2003形式、OOXMLとODFの間には互換性がなく、インポートとエクスポートはデータ欠落の恐れを含む変換を行うため日常の利用は向かず注意が必要である。
また、開発元であるThe Document Foundationは、プロプライエタリソフトで作られ他のソフトでは利用できないバイナリファイルを読み込むためのライブラリ開発を行うDocument Liberation Projectも運営し、そこで得られた成果を活用してMicrosoft Works、WordPerfect、クラリスワークス/AppleWorks、KeynoteやWordperfect Works、Apple Pages、Adobe PageMaker、QuarkXPressといったソフトウェアで作成されたファイルの読み込みにも対応している。

## Apache OpenOfficeとの関係
LibreOfficeの派生元となったOpenOffice.orgは、ソースコードがApacheソフトウェア財団に寄贈され、現在は「Apache OpenOffice」として開発が続けられている。LibreOfficeはApache OpenOfficeの成果物の多くを取り込んでおり、また、LibreOffice独自の修正や機能追加がなされている。
一方、LibreOfficeからApache OpenOfficeへのソースコードの移植には注意を要する。それぞれのソフトウェアの内部で使われているソースコードは基本的に異なり、ライセンスも異なる。LibreOfficeはMPL v2.0である一方、Apache OpenOfficeはApacheライセンスであるためMPLと互換性がないためである。
2020年10月13日、The Document Foundationは「Apache OpenOffice」に対する公開書簡を送付したと発表した。書簡内では「Apache OpenOffice」の開発が滞っていることや、2014年以来一度もメジャーリリースが無いにも関わらずApache OpenOfficeを利用しているユーザーが数多くいることを踏まえ、「2020年に行うべき最も責任のあることは、新しいユーザーを助けることです。多くの人々が必要とする機能を多数備えており、OpenOfficeをベースにした現代的かつ最新、プロによる商用サポートのあるオフィスソフトが存在することを今こそ彼らに気づかせるときです。」と、Apache OpenOffice側にLibreOfficeへの移行を促すよう呼びかけた。
2020年12月9日、LibreOfficeの開発チームは、Apple Silicon搭載のmasOS Big Sur端末において、「Apache OpenOffice」でdocx形式のファイルを開くとアプリケーションがクラッシュするという不具合を指摘し、LibreOfficeに乗り換えるよう呼びかけた。尚、この不具合は翌年2月9日にリリースされた「Apache OpenOffice 4.1.9」で修正されている。

## 派生版

### LibreOffice Portable
リムーバブルメディア（USBスティックやメモリーカードなど）から起動し使用することの出来るLibreOfficeである。PortableApps.comで開発されWindows版のみ存在する。インストールを必要とせず、アプリケーションデータがリムーバブルディスクに保存されるためデータがシステムに残らない。

### LibreOffice Online
GTKフレームワークとHTML5のcanvasを利用して、ブラウザ内でソフトウェアを動かしオンライン上で利用することが出来るとしている。2011年のLibreOffice Conferenceで開発が発表された。略称としてLOOLが用いられる。2015年12月に開発者向けディストリビューションが公開された。

### iOS版
タブレットやより小さな端末での使用を目的としたiOS向けの派生版である。現段階では大部分のソースコードのコンパイルには成功しているが、ユーザーインターフェースなどはまだ開発途中である。

### LibreOffice Viewer
2015年5月28日にリリースされたAndroid版LibreOffice。ドキュメントを表示・閲覧するためのソフトウェアではあるが、編集機能も搭載されている。ただし、この編集機能は実験的であり、業務上重要な作業に利用するにはまだ安定していない。
具体的には、基本的な編集機能、例えば既存の段落の単語を修正、太字や斜体といったフォント形式の変更機能を提供している。編集機能は開発者のコミュニティによって将来的に拡張される予定。
また、LibreOffice ViewerではWindows, macOS, Linux向けのLibreOfficeと同じエンジンを利用している。Firefox for Mobileによる新しいフロントエンドと結合されており、デスクトップ版LibreOfficeと同じようにドキュメントを読み込めるようになっている。
LibreOffice Viewerがサポートするファイル形式
- Open Document Format（odt, ods, odp）
- Microsoft Office 2007/2010/2013（docx, xlsx, pptx）
- Microsoft Office 97/2000/XP/2003（doc, xls, ppt）

### Collabora GovOffice
The Document FoundationのAdvisory Boardとして参加している英Collabora社が公共機関向けとしてリリースしている商用の派生ソフトウェア。5年間の長期サポート等が行われる。2015年11月には英国政府がCollabora GovOfficeの導入を発表している。

## バージョン
LibreOfficeには、最新の機能を含む最新版（Fresh） と、安定性を重視する安定版（Still。旧称はStable）の2つの異なるメジャーバージョンがあり、様々な利用者に対応できるようにしている。
毎年2月頃と8月頃に新機能を追加したメジャーリリースを行い、その後は脆弱性や不具合の修正および翻訳の改善をするメンテナンスリリースをほぼ毎月行う予定としている。更新予定は公式サイトのリリースプランを参照。
バージョン番号はOpenOffice.orgから引き継いでいるため3.3.0から始まっていたが（歴史参照）、7.6シリーズの次の24.2シリーズ以後はバージョン表記が西暦の下二桁と月に変更された（例：2024年2月の初回配信版はLibreOffice 24.2.0）。
LibreOfficeは、The Document Foudationより提供されるバージョン7.1より名称に「Community Edition」が加えられるようになった。これは、コミュニティー向けサポートなしバージョンであることを示すためである。なお、Community Editionという名称であっても実は完全な機能を備えている。LibreOfficeのサポートありバージョンはCollabora、CIBなどから英語でサポートを受けられる。
Windows 7および8/8.1が推奨しないことにより、そのサポートはバージョン25.8で終了と公表された。
| サポート状況による色分け | サポート状況による色分け | サポート状況による色分け |
| ------------------------ | ------------------------ | ------------------------ |
| 開発・更新終了           | 安定版                   | 最新版                   |

| 系統 | 版          | 配信日         | 特徴 |
| ---- | ----------- | -------------- | --- |
| 3.3  | 3.3.0 beta1 | 2010年9月28日  | 初版の配信。OpenOffice.orgから引き継いだため3.3.0から始まっている。 |
| 3.3  | 3.3.0       | 2011年1月25日  | SVG画像のインポート、Microsoft WorksやLotus WordProからのインポート、タイトルページ用ダイアログの追加（Writer）、新規シートタブの追加（Calc）、行数を100万行まで拡張（Calc）、罫線に破線・点線を追加（Calc）など。また、ソフトウェア全体のソースコード整理が行われている。 |
| 3.3  | 3.3.1       | 2011年2月23日  | アイコンが新アイコンへ変更された他、不具合の修正が行われた。 |
| 3.3  | 3.3.2       | 2011年3月22日  | |
| 3.3  | 3.3.3       | 2011年6月16日  | |
| 3.3  | 3.3.4       | 2011年8月17日  | 2011年9月17日 サポート終了 |
| 3.4  | 3.4.0       | 2011年6月3日   | シートの移動とコピーのダイアログの改善（Calc）、HTMLエクスポート機能の強化（Impress、Draw）、グラフに使用する色を追加削除する機能の追加、ピボットテーブルに名前付き範囲を選択できるように機能追加（Calc）、一部のフォントでプルダウンメニューに描画サンプルの表示、その他メモリ使用量の改善やJava依存部分の改善などが行われた。 |
| 3.4  | 3.4.1       | 2011年7月1日   | |
| 3.4  | 3.4.2       | 2011年8月1日   | |
| 3.4  | 3.4.3       | 2011年8月31日  | |
| 3.4  | 3.4.4       | 2011年11月9日  | |
| 3.4  | 3.4.5       | 2012年1月16日  | |
| 3.4  | 3.4.6       | 2012年3月22日  | 2012年4月19日 サポート終了 |
| 3.5  | 3.5.0       | 2012年2月14日  | 自動アップデート通知機能の追加、AES-256アルゴリズムの採用による暗号化の強化、ヘッダーとフッター、及び改ページ用の新しいUIの追加（Writer）、文法チェック機能の改善（Writer）、複数行に入力可能な領域の追加（Calc）、MS Visioドキュメントのインポートに対応（Impress/Draw）、PostgreSQLのネイティブドライバの統合（Base）、その他機能の追加や翻訳の改善。 |
| 3.5  | 3.5.1       | 2012年3月15日  | |
| 3.5  | 3.5.2       | 2012年4月5日   | |
| 3.5  | 3.5.3       | 2012年5月2日   | |
| 3.5  | 3.5.4       | 2012年5月30日  | |
| 3.5  | 3.5.5       | 2012年7月11日  | |
| 3.5  | 3.5.6       | 2012年8月15日  | |
| 3.5  | 3.5.7       | 2012年10月18日 | 2012年11月8日 サポート終了 |
| 3.6  | 3.6.0       | 2012年8月8日   | Corel Drawのインポート機能、スプレッドシートのセルにカラースケールおよびデータバーの追加、PDFエクスポートにおける透かし機能、テキスト文章内のテーブル用のオートフォーマット機能の改善（Writer）、高品質なイメージスケーリング機能、Microsoft SmartArtのインポート機能、CSVの処理の改善（Calc）、Windows用のプレゼンテーション用マスターページ機能の追加（impress）、その他機能の追加やパフォーマンスの向上、翻訳の改善などが行われた。 |
| 3.6  | 3.6.1       | 2012年8月29日  | |
| 3.6  | 3.6.2       | 2012年10月4日  | |
| 3.6  | 3.6.3       | 2012年11月1日  | |
| 3.6  | 3.6.4       | 2012年12月5日  | |
| 3.6  | 3.6.5       | 2013年1月30日  | |
| 3.6  | 3.6.6       | 2013年4月11日  | |
| 3.6  | 3.6.7       | 2013年7月18日  | 2013年8月15日 サポート終了。3.6.7.2がWindows 2000用の最終版。 |
| 4.0  | 4.0.0       | 2013年2月7日   | CMIS標準を通した多くの文書管理システムとの統合（Writer）、選択したテキストにコメントを付加する機能の追加（Writer）、文書の先頭ページのみ異なるヘッダー/フッターを設定する機能の追加（Writer）、ODSファイルの上限サイズが2GBから4GBへ拡張（Calc）、 XMLファイルから必要なデータだけを取り込む機能の追加（Calc）、グラフの画像エクスポート機能の追加（Calc）、Android上からリモートコントロールできる機能の追加（Impress）、Microsoft Publisherのインポート機能、Firefoxのテーマ機能Personaに対応、拡張機能のためのAPIの改善、その他大幅なパフォーマンスの改善やソースコードのクリーンアップ、翻訳の改善などが行われた。                                                          |
| 4.0  | 4.0.1       | 2013年3月6日   | |
| 4.0  | 4.0.2       | 2013年4月4日   | |
| 4.0  | 4.0.3       | 2013年5月9日   | |
| 4.0  | 4.0.4       | 2013年6月19日  | |
| 4.0  | 4.0.5       | 2013年8月22日  | |
| 4.0  | 4.0.6       | 2013年10月24日 | 2013年11月21日 サポート終了 |
| 4.1  | 4.1.0       | 2013年7月25日  | 各ドキュメントへのフォント埋め込み機能追加、画像を90度回転する機能の追加（Writer）、一連の写真を追加するフォトアルバム機能の追加（Impress）、グラフの線と散布図に線の種類としてステップを追加（Calc）、MSOfficeフォーマットとの互換性を大幅に改善、その他機能の追加やパフォーマンスの向上、3000以上の不具合の修正や翻訳の改善などが行われた。 |
| 4.1  | 4.1.1       | 2013年8月29日  | |
| 4.1  | 4.1.2       | 2013年10月4日  | |
| 4.1  | 4.1.3       | 2013年11月1日  | |
| 4.1  | 4.1.4       | 2013年12月18日 | |
| 4.1  | 4.1.5       | 2014年2月11日  | |
| 4.1  | 4.1.6       | 2014年4月29日  | 2014年5月28日 サポート終了 |
| 4.2  | 4.2.0       | 2014年1月30日  | OOXMLおよびRTFフォーマットとの相互運用性の大幅な向上、ビジネスユーザ向けにActive Directory環境でのグループポリシーオブジェクト構成機能の追加、Windows 7以後でタスクバーでアプリケーションごとにグループ化されるように変更などWindows環境での機能の改善、OpenCLによるGPUを使用した並列演算機能の追加（Calc）、文字の囲み線機能の追加（Writer）、統計ツール機能の追加（Calc）、オプションに上級者向き設定を追加、その他機能の追加やUIの微調整、不具合の修正や翻訳の改善などが行われた。 |
| 4.2  | 4.2.1       | 2014年2月20日  | |
| 4.2  | 4.2.2       | 2014年3月13日  | |
| 4.2  | 4.2.3       | 2014年4月10日  | |
| 4.2  | 4.2.4       | 2014年5月8日   | |
| 4.2  | 4.2.5       | 2014年6月30日  | |
| 4.2  | 4.2.6       | 2014年8月2日   | |
| 4.2  | 4.2.7       | 2014年10月30日 | |
| 4.2  | 4.2.8       | 2014年12月12日 | 2015年1月6日 サポート終了 |
| 4.3  | 4.3.0       | 2014年7月30日  | PDFインポート機能の向上、OOXMLサポートの改善、デフォルトのアイコンセットの改善、カラーピッカーの改善、スタートセンターの改善、HIDPIサポート、大量のデータセットのソートの高速化、段落中の文字数制限の緩和（Writer）、枠内テキストの垂直配置（Writer）、セル内関数のハイライトの改善（Calc）、ピボットテーブルのレイアウトの向上（Calc）、Access2Baseの同梱など。 |
| 4.3  | 4.3.1       | 2014年8月28日  | |
| 4.3  | 4.3.2       | 2014年9月25日  | |
| 4.3  | 4.3.3       | 2014年10月30日 | |
| 4.3  | 4.3.4       | 2014年11月14日 | |
| 4.3  | 4.3.5       | 2014年12月18日 | |
| 4.3  | 4.3.6       | 2015年2月20日  | |
| 4.3  | 4.3.7       | 2015年4月25日  | 脆弱性（CVE-2015-1774）=「OpenOffice」由来のハングルワードプロセッサー（HWP）のフィルターにメモリ破壊とアプリケーションのクラッシュを引き起こす不具合を修正。他100以上のバグフィックス。 2015年5月27日 サポート終了 |
| 4.4  | 4.4.0       | 2015年1月29日  | サイドバーがWriter、Calc、Drawでデフォルトで有効化、OneDriveとSharePoint 2010/2013へのLibreOfficeからの直接の接続が可能に、DrawがAdobe PageMakerのファイルをインポート可能に、Windows上でのPDFファイルのデジタル署名が可能に、Writer、Calc、Impress、Drawのツールバーのボタンの整理と改善、新しいカラーセレクタの導入（最近使用された色の表示、カラーパレットの変更とGIMPパレットフォーマット（.gpl）のサポート、カラーピッカーを直接開くことを可能に）、DrawとWriterにおけるMacDraw、MacDraw II、RagTime for Mac（v.2-3）形式のインポートが可能に、Firefoxテーマ機能の改善、新しいフォントCaladeaとCarlitoの追加。                                                             |
| 4.4  | 4.4.1       | 2015年2月26日  | |
| 4.4  | 4.4.2       | 2015年4月2日   | |
| 4.4  | 4.4.3       | 2015年5月7日   | |
| 4.4  | 4.4.4       | 2015年6月30日  | |
| 4.4  | 4.4.5       | 2015年7月30日  | |
| 4.4  | 4.4.6       | 2015年11月3日  | |
| 4.4  | 4.4.7       | 2015年12月10日 | 2015年12月31日 サポート終了 |
| 5.0  | 5.0.0       | 2015年8月5日   | Windowsの64bitネイティブ対応版の追加、絵文字と単語内の置換機能の追加、サイドバーのスタイルプレビュー、画像のトリミング（切り抜き）機能、PDF出力におけるタイムスタンププロトコルのサポート、Adobe交換用スウォッチファイルのサポート、種々の文書のインポートフィルターの改善、サイドバーやコンテクストメニューの改良、ImpressとDrawのUIの改善、アイコンテーマの追加・改訂など。 |
| 5.0  | 5.0.1       | 2015年8月27日  | |
| 5.0  | 5.0.2       | 2015年9月23日  | |
| 5.0  | 5.0.3       | 2015年11月3日  | |
| 5.0  | 5.0.4       | 2015年12月17日 | |
| 5.0  | 5.0.5       | 2016年2月15日  | |
| 5.0  | 5.0.6       | 2016年5月5日   | 2016年5月29日 サポート終了 |
| 5.1  | 5.1.0       | 2016年2月10日  | |
| 5.1  | 5.1.1       | 2016年3月10日  | |
| 5.1  | 5.1.2       | 2016年4月7日   | |
| 5.1  | 5.1.3       | 2016年5月12日  | |
| 5.1  | 5.1.4       | 2016年6月23日  | |
| 5.1  | 5.1.5       | 2016年8月3日   | |
| 5.1  | 5.1.6       | 2016年10月27日 | 2016年11月27日 サポート終了 |
| 5.2  | 5.2.0       | 2016年8月3日   | |
| 5.2  | 5.2.1       | 2016年8月15日  | |
| 5.2  | 5.2.2       | 2016年9月29日  | |
| 5.2  | 5.2.3       | 2016年11月3日  | |
| 5.2  | 5.2.4       | 2016年12月24日 | |
| 5.2  | 5.2.5       | 2017年1月26日  | |
| 5.2  | 5.2.6       | 2017年3月9日   | |
| 5.2  | 5.2.7       | 2017年4月28日  | 2017年6月4日 サポート終了 |
| 5.3  | 5.3.0       | 2017年2月1日   | テキスト・レイアウト・エンジンにHarfBuzzを採用した。 |
| 5.3  | 5.3.1       | 2017年3月16日  | |
| 5.3  | 5.3.2       | 2017年4月6日   | |
| 5.3  | 5.3.3       | 2017年5月11日  | |
| 5.3  | 5.3.4       | 2017年6月26日  | |
| 5.3  | 5.3.5       | 2017年8月3日   | |
| 5.3  | 5.3.6       | 2017年8月31日  | |
| 5.3  | 5.3.7       | 2017年11月2日  | 2017年11月26日 サポート終了 |
| 5.4  | 5.4.0       | 2017年7月28日  | |
| 5.4  | 5.4.1       | 2017年8月31日  | |
| 5.4  | 5.4.2       | 2017年10月5日  | |
| 5.4  | 5.4.3       | 2017年11月9日  | |
| 5.4  | 5.4.4       | 2017年12月19日 | |
| 5.4  | 5.4.5       | 2018年2月9日   | |
| 5.4  | 5.4.6       | 2018年3月22日  | |
| 5.4  | 5.4.7       | 2018年5月17日  | 2018年6月11日 サポート終了 |
| 6.0  | 6.0.0       | 2018年1月31日  | 画像の任意の角度の回転に対応（Writer）、新たな表スタイルの導入（Writer）、画像のエクスポートに対応（Calc）、新しい表計算関数の追加（Calc）、デフォルトの画面比率が16:9に（Impress・Draw）、Notoフォントの追加、全てのプラットフォームでOpenPGPによるODFへの署名に対応、効果が適用された画像の保存に対応、EPUB形式でのエクスポートに対応（Writer）など。 このバージョンよりWindows版はWindows 7以降の対応となる。 |
| 6.0  | 6.0.1       | 2018年2月9日   | |
| 6.0  | 6.0.2       | 2018年3月1日   | |
| 6.0  | 6.0.3       | 2018年4月5日   | |
| 6.0  | 6.0.4       | 2018年5月9日   | |
| 6.0  | 6.0.5       | 2018年6月22日  | |
| 6.0  | 6.0.6       | 2018年8月2日   | |
| 6.0  | 6.0.7       | 2018年11月5日  | 2018年11月26日 サポート終了 |
| 6.1  | 6.1.0       | 2018年8月8日   | ルビ対応に対する複数の改良（Writer）、挿入メニューからの署名欄作成をサポート（Writer）、タブ感覚とキャプションの順序に関するローカライズされた設定を追加（Writer）、EPUBエクスポート機能に対する複数の改良（Writer）、セルにアンカーされた画像の並べ替え（Calc）、新しいページメニューの追加（Draw）、実験的なモード有効時にFirebirdエンジンをHSQLDBエンジンの代わりに標準で使用（Base）、中国語フォントの繁体字と簡体字のための新たな初期設定の順序、範囲塗りつぶしのリワーク、赤、黄、青の原色によるイッテンのRYB色相環理論に基づく新しいRYB標準パレット、既定のグラデーションの新しいセット、新しいアプリケーションアイコン、アイコンテーマとしてColibreとKarasa Jagaを追加  |
| 6.1  | 6.1.1       | 2018年9月13日  | |
| 6.1  | 6.1.2       | 2018年9月27日  | |
| 6.1  | 6.1.3       | 2018年11月5日  | |
| 6.1  | 6.1.4       | 2018年12月18日 | |
| 6.1  | 6.1.5       | 2019年2月7日   | |
| 6.1  | 6.1.6       | 2019年5月7日   | 2019年5月29日 サポート終了 |
| 6.2  | 6.2.0       | 2019年2月7日   | |
| 6.2  | 6.2.1       | 2019年3月6日   | |
| 6.2  | 6.2.2       | 2019年3月21日  | |
| 6.2  | 6.2.3       | 2019年4月18日  | 新元号『令和』に対応。 |
| 6.2  | 6.2.4       | 2019年5月22日  | |
| 6.2  | 6.2.5       | 2019年7月4日   | |
| 6.2  | 6.2.6       | 2019年8月14日  | |
| 6.2  | 6.2.7       | 2019年9月7日   | |
| 6.2  | 6.2.8       | 2019年10月17日 | 2019年11月30日 サポート終了 |
| 6.3  | 6.3.0       | 2019年8月8日   | |
| 6.3  | 6.3.1       | 2019年9月7日   | |
| 6.3  | 6.3.2       | 2019年9月26日  | |
| 6.3  | 6.3.3       | 2019年10月31日 | |
| 6.3  | 6.3.4       | 2019年12月12日 | |
| 6.3  | 6.3.5       | 2020年2月20日  | |
| 6.3  | 6.3.6       | 2020年4月30日  | 2020年5月29日 サポート終了 |
| 6.4  | 6.4.0       | 2020年1月29日  | |
| 6.4  | 6.4.1       | 2020年2月27日  | |
| 6.4  | 6.4.2       | 2020年3月19日  | |
| 6.4  | 6.4.3       | 2020年4月16日  | |
| 6.4  | 6.4.4       | 2020年5月21日  | |
| 6.4  | 6.4.5       | 2020年7月2日   | |
| 6.4  | 6.4.6       | 2020年8月13日  | |
| 6.4  | 6.4.7       | 2020年10月22日 | 2020年11月30日 サポート終了 |
| 7.0  | 7.0.0       | 2020年8月5日   | |
| 7.0  | 7.0.1       | 2020年9月3日   | |
| 7.0  | 7.0.2       | 2020年10月8日  | |
| 7.0  | 7.0.3       | 2020年10月29日 | 7.0.2で混入したCalcの問題修正を含めた90を超えるバグ修正と文書互換性の改善 |
| 7.0  | 7.0.4       | 2020年12月17日 | 110を超えるバグ修正と文書互換性の改善 |
| 7.0  | 7.0.5       | 2021年3月12日  | 104のバグ修正と文書互換性の改善 |
| 7.0  | 7.0.6       | 2021年5月14日  | 50のバグ修正と文書互換性の改善。 2021年5月31日 サポート終了 |
| 7.1  | 7.1.0       | 2021年2月3日   | Wordとの相互運用性のため複数の表関数を追加 (Writer)、「検索と置換」機能の大幅な速度向上(Writer)、「オートフィルター」のチェックボックスに、すべての行の項目を選択するオプションを追加 (Calc)、複数のオブジェクトへ同時にアクションを設定可能に (Impress)、既存PDFに目視できる電子署名が追加 (Draw)、ScriptForgeライブラリーの追加 (マクロ)、ソフトウェア名を「LibreOffice Communtiy」に変更、その他不具合を修正。 |
| 7.1  | 7.1.1       | 2021年3月4日   | 90件以上のバグ修正とドキュメント互換性の改善 |
| 7.1  | 7.1.2       | 2021年4月1日   | 60件以上のバグ修正とドキュメント互換性の改善 |
| 7.1  | 7.1.3       | 2021年5月6日   | 100件以上のバグ修正(内25%はMicrosoft Officeドキュメント(DOCX, XLSX, PPTX)との互換性の改善が含まれている) |
| 7.1  | 7.1.4       | 2021年6月10日  | 約80件のバグ修正(このうち20%はMicrosoft Officeファイル(DOCX、XLSX、PPTX、DOC)の互換性改善) |
| 7.1  | 7.1.5       | 2021年7月22日  | 55のバグ修正とMicrosoft Officeファイル(docx、xlsx、pptx、doc形式)の相互運用性に焦点を当てた修正 |
| 7.1  | 7.1.6       | 2021年9月9日   | 44のバグ修正と文書互換性の改善 |
| 7.1  | 7.1.7       | 2021年11月4日  | バグと文書の互換性を27件修正。 |
| 7.1  | 7.1.8       | 2021年12月6日  | NSSライブラリの脆弱性(CVE-2021-435277)修正のための緊急アップデート NSSライブラリを「NSS 3.73.0」に更新 バージョン7.1系列は2021年11月30日にサポートが終了しているため、これ以降バグ修正のリリースは行われない。 |
| 7.2  | 7.2.0       | 2021年8月19日  | Apple Siliconプロセッサへの標準対応、メニューコマンドを検索するポップアップリスト検索機能を搭載、スクロールしてスタイルが選択できるスタイルピッカーをノートブックバーに追加、サイドバーにフォントワーク操作パネルを追加、テンプレートダイアログに新たにリスト表示を追加、マクロ作成に役立つXrayライクな「UNOオブジェクトインスペクター」を搭載、新たな表計算関数 CELL()、RAWSUBTRACT()、ROUND()の追加(Calc)、オートフィルターで色のフィルタリング(Calc)、新テンプレート「キャンディ」「フレッシュ」「グレーエレガント」「グローイングリバティ」「イエローアイデア」を追加（Impress・Draw）、DOCX、XLSX、PPTXファイルや古いDOC形式の文章ファイルとの相互運用性の大幅な改善など。 |
| 7.2  | 7.2.1       | 2021年9月16日  | 77を超えるバグ修正と文書互換性の改善 |
| 7.2  | 7.2.2       | 2021年10月15日 | 68件のバグ修正と文書互換性の改善 |
| 7.2  | 7.2.3       | 2021年11月25日 | バグと文書の互換性を112件修正 |
| 7.2  | 7.2.4       | 2021年12月6日  | NSSライブラリの脆弱性(CVE-2021-435277)修正のための緊急アップデート。 NSSライブラリを「NSS 3.73.0」に更新。 |
| 7.2  | 7.2.5       | 2022年1月6日   | 「縦書きで全ての文字が右90度に回転する」「行を削除した後にファイルを保存するとクラッシュする」 等のバグ修正と文書互換性を90件修正。 |
| 7.2  | 7.2.6       | 2022年3月10日  | |
| 7.2  | 7.2.7       | 2022年5月12日  | |
| 7.3  | 7.3.0       | 2022年2月2日   | |
| 7.3  | 7.3.1       | 2022年3月3日   | |
| 7.3  | 7.3.2       | 2022年3月31日  | |
| 7.3  | 7.3.3       | 2022年5月4日   | |
| 7.3  | 7.3.4       | 2022年6月9日   | |
| 7.3  | 7.3.5       | 2022年7月      | |
| 7.3  | 7.3.6       | 2022年9月      | |
| 7.3  | 7.3.7       |                | |
| 7.4  | 7.4.0       | 2022年8月18日  | |
| 7.4  | 7.4.1       | 2022年9月      | |
| 7.4  | 7.4.2       | 2022年10月     | |
| 7.4  | 7.4.3       | 2022年11月     | |
| 7.4  | 7.4.4       |                | |
| 7.4  | 7.4.5       |                | |
| 7.4  | 7.4.6       |                | |
| 7.4  | 7.4.7       |                | |
| 7.5  | 7.5.0       | 2023年2月2日   | |
| 7.5  | 7.5.1       |                | |
| 7.5  | 7.5.2       |                | |
| 7.5  | 7.5.3       |                | |
| 7.5  | 7.5.4       |                | |
| 7.5  | 7.5.5       |                | |
| 7.5  | 7.5.6       |                | |
| 7.5  | 7.5.7       |                | |
| 7.5  | 7.5.8       |                | |
| 7.5  | 7.5.9       | 2023年12月7日  | 「Gstreamer」パイプラインにおける入力検証不備（CVE-2023-6185）の修正 リンク先で任意のスクリプト実行が可能になる脆弱性（CVE-2023-6186）の修正 |
| 7.6  | 7.6.0       | 2023年8月21日  | |
| 7.6  | 7.6.1       |                | |
| 7.6  | 7.6.2       |                | |
| 7.6  | 7.6.3       | 2023年11月23日 | 「Gstreamer」パイプラインにおける入力検証不備（CVE-2023-6185）の修正 このリリースからLibreOffice Viewerが再度公開された。 |
| 7.6  | 7.6.4       | 2023年12月7日  | リンク先で任意のスクリプト実行が可能になる脆弱性（CVE-2023-6186）の修正 |
| 7.6  | 7.6.5       | 2024年2月22日  | |
| 7.6  | 7.6.6       |                | |
| 7.6  | 7.6.7       |                | |
| 24.2 | 24.2.0      | 2024年1月31日  | この版よりバージョン表記が西暦の下二桁と月（YY.MM.xx）に変更された。 |
| 24.2 | 24.2.1      | 2024年2月29日  | |
| 24.2 | 24.2.2      | 2024年3月28日  | |
| 24.2 | 24.2.3      | 2024年5月2日   | |
| 24.2 | 24.2.4      | 2024年6月6日   | |
| 24.2 | 24.2.5      | 2024年7月11日  | |
| 24.2 | 24.2.6      | 2024年9月5日   | |
| 24.2 | 24.2.7      | 2024年10月31日 | 2024年11月30日 24.2.7.2 で 24.2 系列はサポート終了 |
| 24.8 | 24.8.0      | 2024年8月22日  | |
| 24.8 | 24.8.1      | 2024年9月12日  | |
| 24.8 | 24.8.2      | 2024年9月27日  | |
| 24.8 | 24.8.3      | 2024年11月14日 | |
| 24.8 | 24.8.4      | 2024年12月19日 | |
| 24.8 | 24.8.5      | 2025年2月20日  | |
| 24.8 | 24.8.6      | 予定           | |
| 25.2 | 25.2.0      | 2025年2月6日   | |
| 25.2 | 25.2.1      | 2025年2月27日  | |
| 25.2 | 25.2.2      | 予定           | |

## 採用事例
以下、報道もしくは公表された事例のみ。
- 企業
  - アシスト[112]
  - 住友電気工業[113]
  - ベトナム郵政通信総公社（英語版）[114]
- 団体
  - JA福岡[115][116]
- 政府
  - フランス政府[117]
  - ブラジル政府[118]
  - デンマーク運輸省[119]
  - オランダ防衛省[120]
  - イタリア防衛省[121][122][123]
  - イギリス政府[124]（Collabora GovOffice）
  - 台湾政府[125][126][127]
- 地方公共団体
  - 日本
    - 福島県会津若松市役所[128]
    - 埼玉県久喜市役所[129]
    - 滋賀県甲賀市役所[130]
    - 静岡県湖西市役所[131]
    - 愛知県豊明市役所[132]
    - 徳島県庁[133]

  - アイルランド、リムリック[134]
  - チェコ、オロモウツ州グリゴフ[135]
  - スペイン、ラス・パルマス県[136]
  - スペイン、バレンシア州[137]
  - スペイン、ガリシア州[138]
  - アメリカ、フロリダ州ラルゴ[135]
  - ギリシャ、テッサロニキ県ピレア=ホルティアティス[135]
  - ギリシャ、テッサロニキ県カラマリア[139]
  - イタリア、ウンブリア州[140]
  - イタリア、ボルツァーノ[141][142]
  - イタリア、バーリ[143]
  - イタリア、ローマ[144]
  - ポルトガル、ブラガ県ヴィエラ・ド・ミーニョ[145]
  - ドイツ、ミュンヘン[146]
  - フランス、トゥールーズ[147][148]
  - フランス、ナント[149]
  - フランス、ナンシー[150]
  - ベルギー、ワロン郡[151]
  - トルコ、カフラマンマラシュ[152][153]
  - アルバニア、ティラナ[154]
- 学校・病院・公共機関
  - フランス、イル=ド=フランス地域圏の学校[155]
  - デンマーク、コペンハーゲン市立病院[118]
  - アメリカ、シカゴ市立図書館[135]
  - スペイン、バレンシア州の学校、裁判所[137]
  - リトアニアの警察[156]

## 地域化
LibreOfficeは100以上の言語に対応している。日本でも、2011年（平成23年）9月にLibreOffice日本語チームが発足し、主にメーリングリストで協力者とともに翻訳活動を行なっている。

## Webラジオ
『今夜もLBR!!』のタイトルで、LibreOfficeを応援するラジオ番組が2014年（平成26年）3月25日から2015年（平成27年）3月24日まで音泉にて配信された。第2、第4火曜日更新。出演は田所あずさ、下田麻美、丹下桜。

## LibreOffice Conference
The Document Foundationは2011年より年一度のLibreOffice Conferenceを以下のように開催している。
- 2011年 - フランス、パリ - 10月12日 - 15日[160]
- 2012年 - ドイツ、ベルリン - 10月17日 - 19日
- 2013年 - イタリア、ミラノ - 9月25日 - 27日[161]
- 2014年 - スイス、ベルン - 9月2日 - 5日
- 2015年 - デンマーク、オーフス – 9月23日 - 25日[162]
- 2016年 - チェコ共和国、ブルノ – 9月7日 - 9日[163]
- 2017年 - イタリア、ローマ - 10月11日 - 13日[164][165]
- 2018年 - アルバニア、ティラナ - 9月25日 - 28日[166]
- 2019年 - スペイン、アルメリア - 9月11日 - 13日[167]
- 2020年 - Web会議 - 10月15日 - 17日[168]
- 2021年 - Web会議 - 9月23日 - 25日[169]
- 2022年 - イタリア、ミラノ - 9月29日 - 10月1日[170]
- 2023年 - ルーマニア、ブカレスト - 9月20日 - 9月23日[171]
- 2024年 - ルクセンブルク、ベルヴァル（英語: Belval, Luxembourg） - 10月10日 - 10月12日[172]

## 関連書籍
- 『実務で使える Libre Office』‐ 2012年10月12日、鎌滝雅久（著）、松井幹彦（著）、松宮哲（著）、翔泳社
- 『エンジニアのための Libre Office入門』- 2012年1月1日、フォーラムエイト（著）、フォーラムエイトパブリッシング
- 『はじめてのLibre Office－無料で使える「統合オフィスソフト」を使いこなす！』（I/O BOOKS） - 2013年1月1日、松宮哲（著）、工学社
- 『すぐわかる LibreOffice 無料で使えるワープロ、表計算、プレゼンソフト』 -  2014年1月31日 、角川アスキー総合研究所
- 『これ1冊で完全理解 LibreOffice』 （日経BPパソコンベストムック） - 2014年4月9日、日経Linux編集、日経BP社
- 『LibreOfficeで学ぶ情報リテラシー』 - 2016年5月10日、畔津忠博（著）、吉永敦征（著）、永﨑研宣（著）、東京電機大学出版局